# Фёдоров, Сергей Иванович
Сергей Иванович Фёдоров (20 января 1915 года, Кирсанов — 22 сентября 2005 года, Орёл) — советский и российский архитектор, теоретик архитектуры, кандидат искусствоведения (1969), литератор, член Союза архитекторов СССР (1946), почетный академик Российской Академии архитектуры и строительных наук (1996).

## Биография
- 1933-1941 — чертежник в Курской областной проектной конторе.
- 1942 — окончил Военно-инженерную академию имени Куйбышева.
- 1945-1949 — начальник архитектурно-планировочного отдела Курского Облсельпроекта.
- 1946-1949 — обучение в Московском архитектурном институте.
- 1956-1958 — главный архитектор города Курска.
- 1958-1965 — главный архитектор города Орёл.
- 1965-1981 — главный архитектор Гипрониисельпром (Орёл).
- 1969 — защитил диссертацию на соискание учёной степени кандидата искусствоведения.

## Проекты и постройки

### Осуществлённые проекты

#### Курск
- 4-этажный жилой дом на 36 квартир с аптекой на базе типовых секций серии № 8 на улице Радищева (1954) (в соавторстве с инженером Суриным С. Ф.)[2].
- Комплекс зданий Курского государственного сельскохозяйственного института (1956) (в соавторстве с инженером Суриным С. Ф., архитекторами Гулиным И. Н., Кремлевым В. Г., Ивановым М. А.)[3].
- Реконструкция здания бывшего Знаменского собора под кинотеатр Октябрь (1956) (в соавторстве с инженером Суриным С. Ф. и архитектором Литошенко Л. А.)[4].
- Сквер на Красной площади вокруг памятника Ленину В. И. (1956).

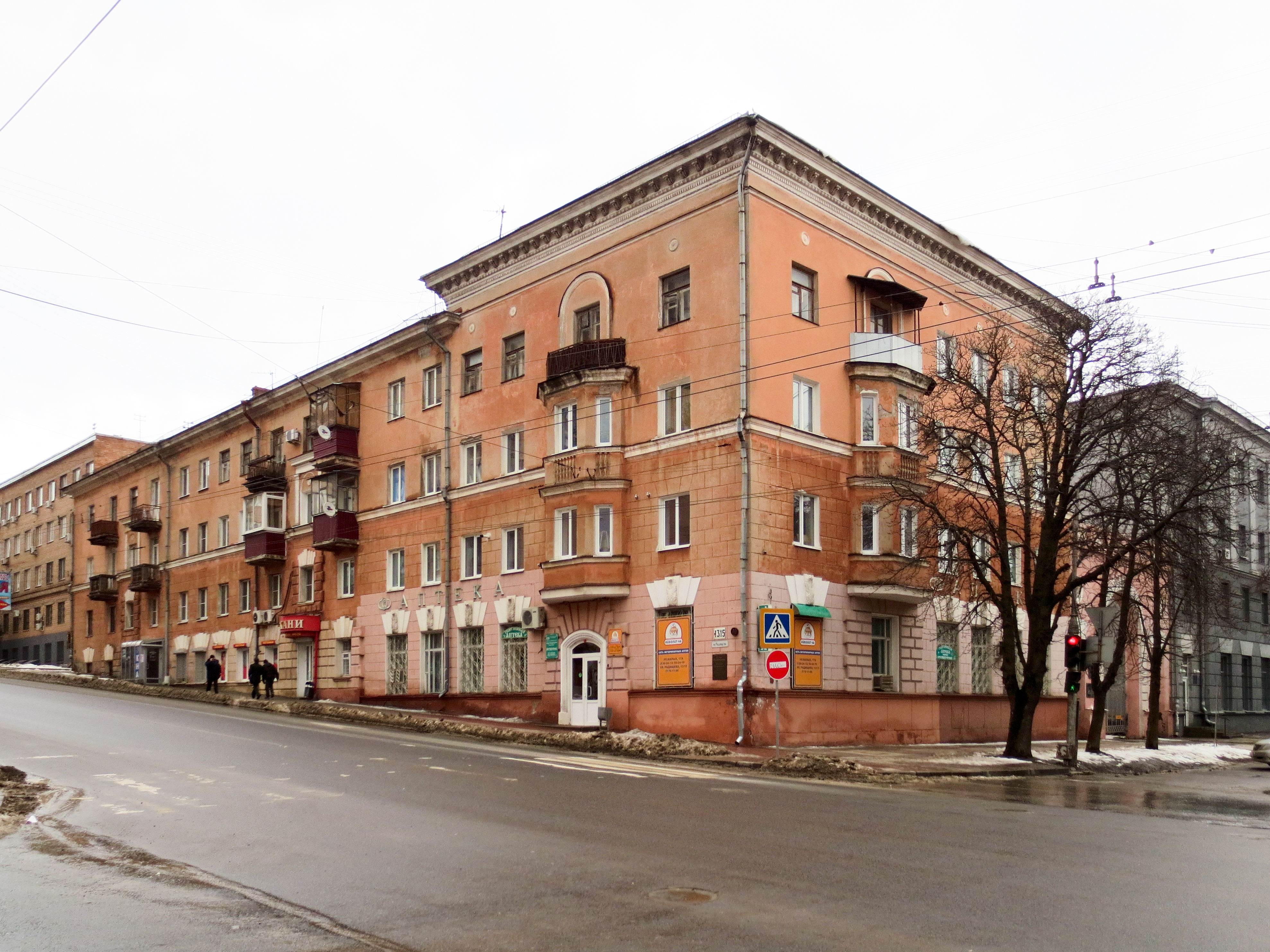
Жилой дом по улице Радищева, 13-15
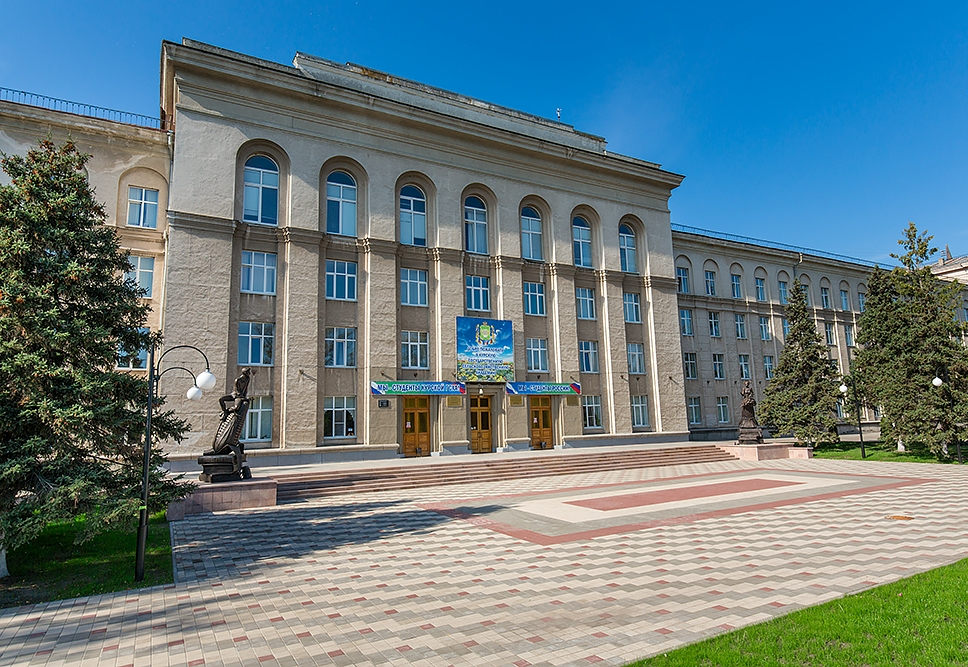
Главный учебный корпус Курской государственной сельскохозяйственной академии им. И.И. Иванова
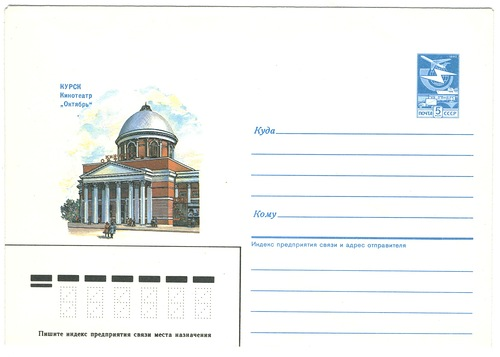
Конверт с изображением кинотеатра «Октябрь» в 1986 году
План первого этажа кинотеатра «Октябрь»

#### Курская область
- Послевоенные генеральные планы Иванино, Гостищева, Понырей, Хомутовки, планировка центра Белгорода (1951).
- Восстановление и реконструкция школ по территории области (начало 1950-х).
- Планировка 10 областных МТС и 2 лесозащитных станций (1949) (в соавторстве с архитектором Литошенко Л. А., инженером Бурцевым А. С.).
- Детальный проект планировки в стадии генерального плана колхоза имени Маленкова Льговского района (1950).
- Памятник князю Барятинскому И. И. в усадьбе Марьино (2001) (в соавторстве со скульптором Басаревым В. П.)

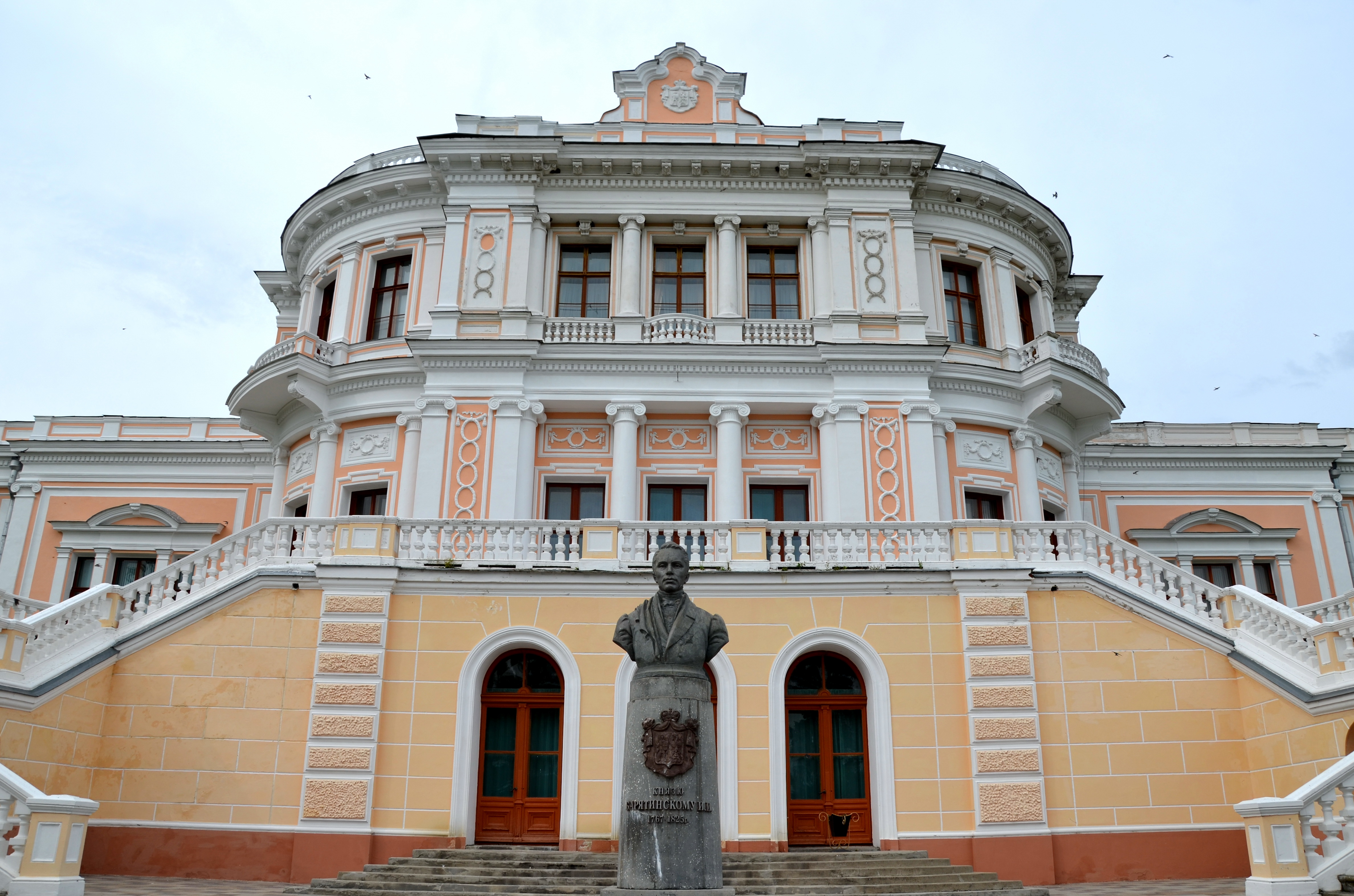
Памятник князю Барятинскому И.И. в усадьбе Марьино

#### Орёл
- Памятник танкистам с Вечным огнем (1968) (в соавторстве с архитекторами Родионовым А. В., Силабрам К. Г., Левитским О. В., Вернословом О. С.).
- Памятник Медведеву М. Г. перед машиностроительным заводом имени Медведева (1961) (в соавторстве со скульптором Фокиным С. И., резчиком по камню Гандуриным В. Л.).

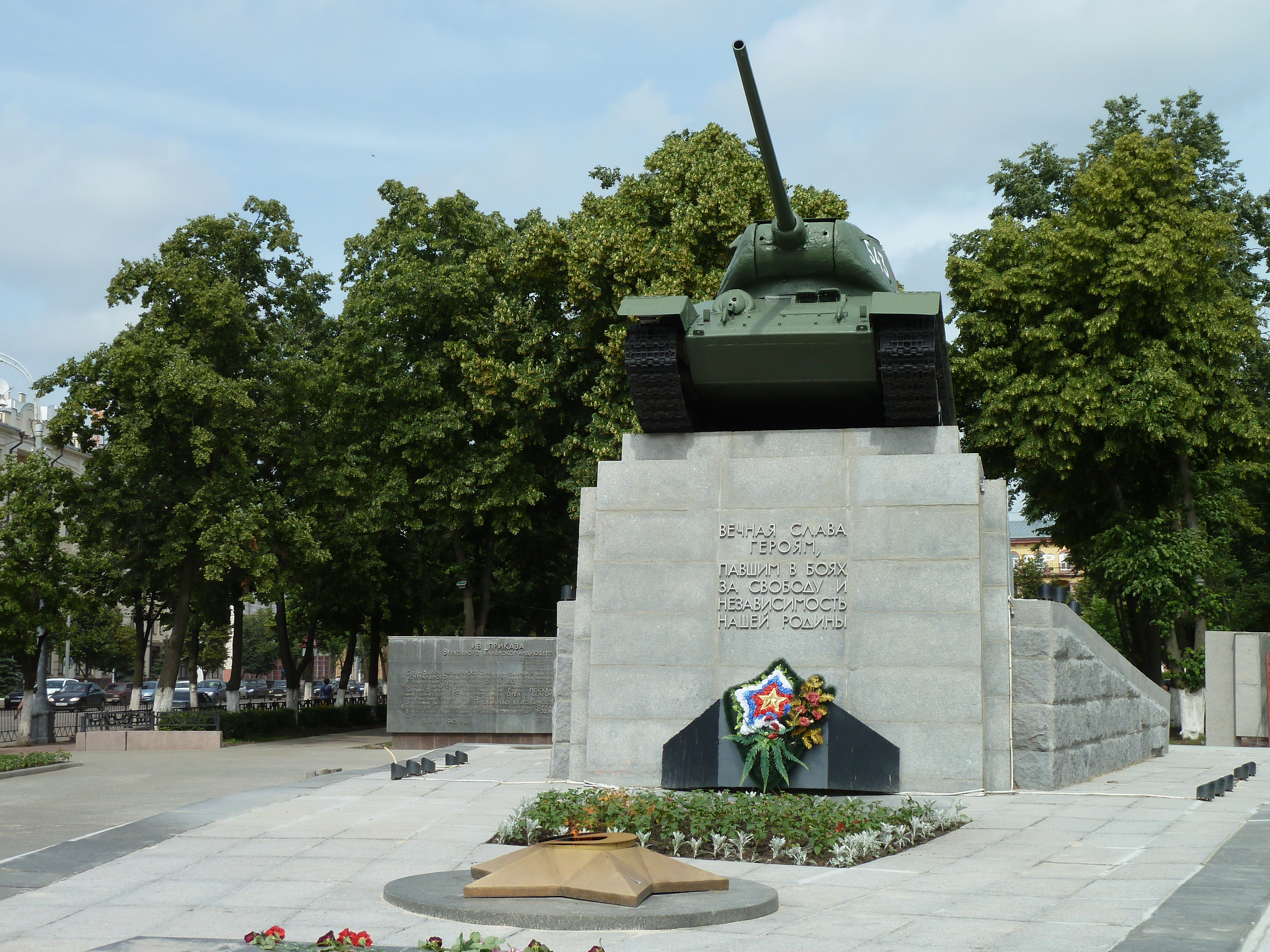
Памятник танкистам с Вечным огнем в Орле
Памятник Медведеву М. Г. на Московской улице в Орле

#### Орловская область
- Памятник воинской славы на северном фасе Курской дуги Кривцовский мемориал (1966-1999) (в соавторстве со скульптором Басаревым В. П., художником Курнаковым А. И.).
- Памятник Тургеневу в Мценске (1999) (в соавторстве со скульптором Басаревым В. П.).
- Памятник Православный крест и скорбящая мать на северном фасе Курской дуги Кривцовский мемориал (2000).

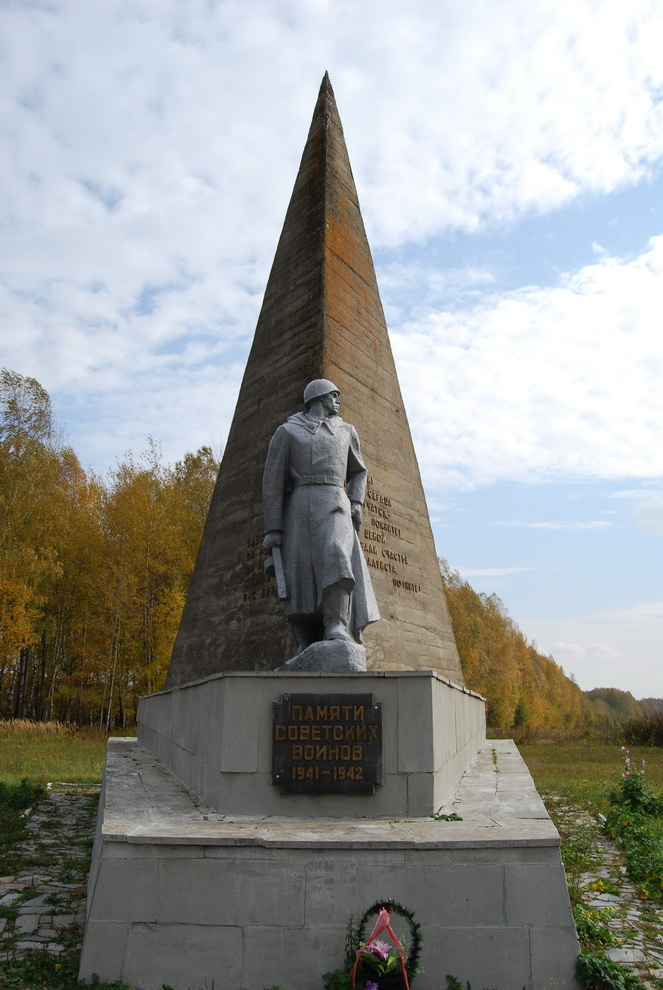
Памятник воинской славы на Кривцовском мемориале
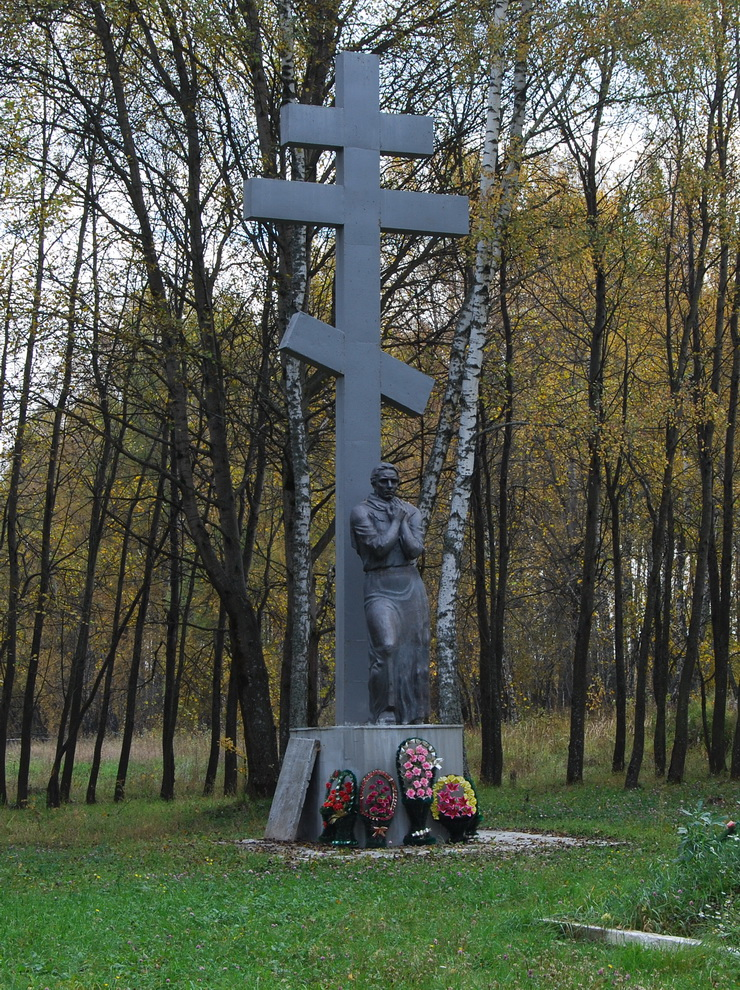
Памятник Православный крест и скорбящая мать на Кривцовском мемориале

### Неосуществлённые проекты

#### Белгород
- Проект Дома связи (1951).

#### Орёл
- Проект памятника героям-комсомольцам (1959) (в соавторстве с художником Новиковым А.).
- Проект реконструкции городского парка (1961) (в соавторстве с Левитским О. В.).
- Проект памятника Лескову Н. С. (1970)  (в соавторстве со скульптором Фокиным С. И.)[5].

## Научные труды

### Статьи
1. Федоров С.И., Габель В.Ф. Новый железнодорожный вокзал в Курске // Архитектура СССР : журнал. — 1953. — № 3. — С. 31.
2. Федоров С.И. Транспортное обслуживание общественных центров городов Центрально-Чернозёмной зоны // Транспорт и расселение : журнал. — 1967. — № 3. — С. 3—9.
3. Федоров С.И. Мемориальные здания Семеновской улицы // Курская правда : газета. — 1972. — 14 апрель.
4. Федоров С.И. Возрожденный город Орел // Архитектура СССР : журнал. — 1975. — № 6. — С. 13—17.

### Монографии
1. Габель В.Ф., Федоров С.И. Марьино: Историко-архитектурный очерк. — Курск: Курское книжное издательство, 1956. — 47 с.
2. Федоров С.И. Усадьба Марьино. — Москва: Госстройиздат, 1960. — 86 с.
3. Федоров С.И. Орел через семь лет. — Орел: Кн. изд-во, 1961. — 62 с.
4. Федоров С.И. Марьино: Очерк архитектурно-планировочного развития усадьбы. — Воронеж: Центрально-Чернозёмное книжное издательство, 1965. — 64 с.
5. Федоров С.И. Орел. — Москва: Стройиздат, 1969. — 189 с.
6. Федоров С.И. Центры городов Орла, Курска и Белгорода - комплексные памятники истории и культуры: Очерк ист.-архит. и худож. развития. — Ленинград: Стройиздат. Ленингр. отд-ние, 1975. — 200 с.
7. Федоров С.И. Марьино: Дворцово-парковый ансамбль. — Москва: Сов. Россия, 1976. — 34 с.
8. Федоров С.И. Архитектурные образы орловщины. — Тула: Приок. кн. изд-во, 1982. — 152 с.
9. Федоров С.И. Архитектурные очерки Курского края. — Воронеж: Центрально-Чернозёмное книжное издательство, 1982. — 112 с.
10. Федоров С.И. Возрожденное тургеневское Лукоморье: (Материал в помощь лектору). — Орел: Орл. орг. о-ва "Знание" РСФСР, 1983. — 14 с.
11. Федоров С.И. Записки архитектора. — Тула: Приок. кн. изд-во, 1987. — 159 с.
12. Федоров С.И. Марьино: Памятник усадебного зодчества. — Воронеж: Центрально-Чернозёмное книжное издательство, 1988. — 141 с.
13. Федоров С.И. Очерки архитектуры Орла. — Тула: Приок. кн. изд-во, 1992. — 150 с. — ISBN 5-7639-0278-5.
14. Федоров С.И. По следам легенд и утрат. — Орел: МП "Простор", 1993. — 126 с. — ISBN 5-88559-024-9.
15. Федоров С.И. Марьино князей Барятинских: История усадьбы и ее владельцев. — Курск: Крона, 1994. — 219 с. — ISBN 5-88562-026-1.
16. Федоров С.И. Записки из фронтовой сумки: Воспоминания архитектора. — Орел: Изд-во Орлов. гос. телерадиокомпании, 1995. — 335 с. — ISBN 5-86615-012-3.
17. Федоров С.И. Эхо минувшего времени: Автомонография архитектора. — Орел: Изд-во Орлов. гос. телерадиовещат. компании, 1997. — 523 с. — ISBN 5-86615-044-1.
18. Федоров С.И. Эпоха. Памятники. Люди: Автомонография архитектора. — Орел: Изд-во Орлов. гос. телерадиовещ. компании, 2001. — 677 с. — ISBN 5-86615-041-7.
19. Федоров С.И. Скульптура усадьбы Марьино. — Курск, 2002. — 173 с. — ISBN 5-7277-0277-0242-9.
20. Федоров С.И. Кривцовский мемориал: памятник ратной славы. — Орел: Вешние воды, 2004. — 55 с. — ISBN 5-87295-159-0.

### Рукописи
1. Федоров С. И. Планировка и застройка городских общественных центров Курска, Орла и Белгорода: (Некоторые вопросы историко-архитектурного и художественного развития): Автореф. дис. … канд. искусствоведения / Институт истории искусств. — М., 1968. — 32 с.

## Оценки деятельности и творчества С. И. Федорова
Архитектор, доктор искусствоведения, профессор МАРХИ, лауреат Государственной премии СССР Саваренская Т. Ф.:

С. И. Федоров <…> был направлен на восстановление разрушенных городов: Курска, Орла и Белгорода. Он был одним из ведущих архитекторов, восстанавливавших этот край из руин и пожарищ. На его трудовом счету — десятки жилых домов, больниц, школ и общественных зданий, проекты целых городских центров, городов и поселков. Активную творческую и организационную деятельность С. И. Федоров сочетал с обширными научными поисками, касающимися истории реконструируемого им края, результатом которых явились его диссертация «Планировка и застройка городских общественных центров Орла, Курска, Белгорода», за которую ему была присуждена степень кандидатов искусствоведения, и нескольких книг, посвященных этим же городам.

Сергей Иванович Федоров известен как создатель ряда интереснейших книг о культурном наследии орловской и курской земли, которую он защищал в годы Великой Отечественной войны. С. И. Федоров отдал более трех десятилетней исследованию и популяризации ранее почти не изученных памятников загородного усадебного зодчества средней полосы России. Им выполнены обследования в натуре, обмены, зарисовки, чертежи, фотофиксация, опросы старожилов и проведена многолетняя научно-исследовательская работа в центральных и местных государственных архивах, музеях и библиотеках по выявлению и изучению документальных материалов о возникновении и развитии усадебных ансамблей «Марьино» и села Ивановского <…> князей Барятинских, защищавших в течение многих веков интересы России на полях брани и на дипломатических поприщах и внесших большой вклад в развитие русской культуры.
Заслуженный архитектор РСФСР Теплицкий М. Л.:

Сергей был высок, строен, с ярко выраженной индивидуальностью, интересен в разговоре, хотя держался как-то особняком <…> В городских и областных конкурсах он почему-то не участвовал. <…> Сергей Иванович заочно учился в аспирантуре МАРХИ на отделении истории и теории архитектуры и, успешно защитив диссертацию, стал кандидатом искусствоведения. Дальнейшая его творческая жизнь показала, что он больше теоретик, чем практик.